# Angkarn Kalayanapong
Angkarn Kalayanapong (Thais: อังคาร กัลยาณพงศ์) (Provincie Nakhon Si Thammarat, 13 februari 1926 – Bangkok, 25 augustus 2012) Thais schrijver, dichter en schilder. Hij wordt gevierd om zowel zijn literaire poëzie als zijn schilderkunst.

## Biografie

### Jonge leven
Angkarn is geboren op 13 februari 1926, oftewel het jaar 2469 in de Thaise jaartelling, in de zuidoostelijke provincie Nakhon Si Thammarat, de exacte geboorteplaats is onbekend. Reeds op jonge leeftijd schreef Angkarn zijn eerste gedichten. Hoewel hij pas serieus begon te schrijven toen hij studeerde aan de Silpakorn Universiteit in Bangkok, aan de faculteit voor schilderkunst, beeldhouwkunst en grafische kunst, alwaar hij in het campusblad zijn werk publiceerde. Angkarn behoorde tot de beste studenten, hij studeerde onder de Italiaans-Thaise professor Silpa Bhirasri (Thais: ศิลป์ พีระศรี) die wordt beschouwd als de vader van de moderne Thaise kunst.

### Beroepsleven
Angkarn begon eind jaren 50 professioneel met schrijven. Aanvankelijk werd hij bekritiseerd vanwege het breken met de traditionele regels van de dichtkunst en zijn vulgaire taalgebruik. Maar het was zijn literaire werk waarmee hij nationale bekendheid verwierf bij zowel het gewone publiek als academici. In 1986 won hij de S.E.A. Write Award (Zuidoost-Aziatische Schrijfprijs) voor literatuur, voor zijn gedicht Pṇiṭhān kawī (Thais: ปณิธานกวี; dichterseed) waarin hij de kracht van het woord beschrijft. In 1989 werd hij benoemd tot nationaal kunstenaar.

### Overlijden
Op 25 augustus 2012 kwam Angkarn te overlijden om 12:30 in het Samitivej ziekenhuis in Bangkok aan de gevolgen van langdurige hartziekte, diabetes en dementie; hij laat zijn vrouw Unruean, één zoon en twee dochters achter. Angarn Kalayanapong is 86 jaar oud geworden.

## Uitspraken
Dichters zijn geen gewone mensen, daar wij zijn geboren als dichters, dienen wij ons leven en onze ziel te wijden aan de poëzie. Je geeft alles aan niets anders dan de poëzie. Het hart van een dichter is niet als een normaal hart. Het hart van een dichter is een dichter. Poëzie is zo belangrijk. 
— Angkarn Kalayanapong

## Trivia
- Enkele van zijn laatste werken waren politiek geïnspireerd, reflecteerde de problemen in het diep verdeelde Thailand. De volksalliantie voor Democratie (PAD) ontving zijn contributie gedurende de anti-Thaksin-campagne.[2]
- Hij had de neiging om na voltooiing fouten in zijn werk alsnog te corrigeren.[2]

- CiNii: DA06148398
- Gemeinsame Normdatei: 1216995028
- International Standard Name Identifier: 0000 0000 8308 6217
- Library of Congress Control Number: n84152333
- Nationale bibliotheek van Australië: 35144018
- Système universitaire de documentation: 123924952
- Union List of Artist Names: 500122683
- Virtual International Authority File: 215112228
- WorldCat: E39PBJvtdptHG6mVJtQqJ8mjmd